# Орден Звезды Махапутра
Орден «Звезда Махапутра» (индон.  Bintang Mahaputra) — одна из высших государственных наград Республики Индонезия за гражданские и военные заслуги.

## История
Награды была учреждена в 1959 году в соответствии со статьёй 15 Конституции Индонезии и Законом № 5, с целью поощрения граждан, внесших выдающийся вклад в прогресс, благосостояние и процветание нации и государства, а также за заслуги в социальных, политических, экономических, правовых, культурных, научных или технологических областях, либо за заслуги, признанные на международном уровне. В 1972 году Законом № 4 в статут награды были внесены изменения.

## Степени
Орден имеет пять классов:
- Кавалер Первого класса (индон. Bintang Mahaputra Adipurna) – знак ордена на чрезплечной ленте и звезда на левой стороне груди.
- Кавалер Второго класса (индон. Bintang Mahaputra Adipradana) – знак ордена на чрезплечной ленте и звезда на левой стороне груди.
- Кавалер Третьего класса (индон. Bintang Mahaputra Utama) – знак ордена на шейной ленте и звезда на левой стороне груди.
- Кавалер Четвёртого класса (индон. Bintang Mahaputra Pratama) – знак ордена на шейной ленте.
- Кавалер Пятого класса (индон. Bintang Mahaputra Nararya) – знак ордена на шейной ленте.

| Орденские планки                  | Орденские планки                    | Орденские планки                | Орденские планки                    | Орденские планки                |
| --------------------------------- | ----------------------------------- | ------------------------------- | ----------------------------------- | ------------------------------- |
| Кавалер Первого класса (Adipurna) | Кавалер Второго класса (Adipradana) | Кавалер Третьего класса (Utama) | Кавалер Четвёртого класса (Pratama) | Кавалер Пятого класса (Nararya) |
|                                   |                                     |                                 |                                     |                                 |
|                                   |                                     |                                 |                                     |                                 |

## Описание
Знак ордена — десятиконечная звезда. Лучи звезды — чередующиеся серебряные с бриллиантовыми гранями и позолоченные двугранные с серебряными шариками на концах. В центре круглый медальон красной эмали с позолоченной каймой, состоящей из двух веточек: рисовой и хлопковой. В медальоне десятиконечная сияющая звезда, на которую нанесена надпись — «MAHAPUTERA»
При помощи кольца знак крепится к орденской ленте.
Звезда ордена аналогична знаку, но большего размера.
Лента ордена красного цвета с жёлтыми полосками, количество и толщина которых зависит от класса ордена.